# (73114) 2002 GQ44
(73114) 2002 GQ44 – planetoida z pasa głównego asteroid okrążająca Słońce w ciągu 3,69 lat w średniej odległości 2,39 j.a. Odkryta 4 kwietnia 2002 roku.